# 체프라노
체프라노(이탈리아어: Ceprano)는 이탈리아 라치오주 프로시노네도에 위치한 코무네다. 로마로부터 남쪽 106km, 나폴리로부터 북쪽 127km 거리에 있다.